# 南川过路黄
南川过路黄（学名：Lysimachia nanchuanensis）是报春花科珍珠菜属的植物，是中国的特有植物。分布于中国大陆的四川等地，生长于海拔1,600米至1,850米的地区，常生于林中，目前尚未由人工引种栽培。